# Калифорнийски листонос
Калифорнийският листнонос прилеп (Macrotus californicus) е вид бозайник от семейство Американски листоноси прилепи (Phyllostomidae).

## Разпространение и местообитание
Видът е разпространен в горещите пустини на Мексико и САЩ.